# Naupoda ypsilon
Naupoda ypsilon är en tvåvingeart som beskrevs av Wulp 1899. Naupoda ypsilon ingår i släktet Naupoda och familjen bredmunsflugor. Inga underarter finns listade i Catalogue of Life.